# 梨状皮层
梨状皮质是大脑中的一个区域，是位于大脑中的嗅脑的一部分。梨状皮质的功能与嗅觉有关。

## 结构
梨状皮质是位于大脑中的嗅脑的一部分。
在人体解剖学中，梨状皮质被描述为由皮质杏仁核、钩回和海马旁回的前部组成。 更具体地说，人类的梨状皮质位于岛叶和颞叶之间，位于杏仁核的前侧和外侧。  

## 功能
梨状皮层的功能与嗅觉，即对气味的感知有关。这在人类的梨状后皮质中尤为明显。 
啮齿动物和一些灵长类动物的梨状皮层已被证明含有表达可塑性标志物的细胞，例如双皮质素和 PSA- NCAM ，它们受去甲肾上腺素神经递质系统的调节。  

## 临床意义
梨状皮质包含一个关键的、功能明确的致癫痫触发区。 从梨状皮质中的这个部位可以触发化学和电诱发的癫痫发作。它是化学惊厥药促惊厥作用的作用部位。 